# Asphaltrennen
Asphaltrennen (Originaltitel: Two-Lane Blacktop) ist ein US-amerikanischer Spielfilm unter Regie von Monte Hellman aus dem Jahr 1971, in dem zwei junge Männer (der Singer-Songwriter James Taylor als Fahrer und Beach-Boys-Schlagzeuger Dennis Wilson als Mechaniker) an illegalen Drag-Races teilnehmen und quer durch die USA fahren. Bei seiner Veröffentlichung blieb der Film ohne größere Beachtung, gilt aber inzwischen als Filmklassiker und fand auch 2012 Aufnahme in das National Film Registry.

## Handlung
Zwei junge Männer fahren mit ihrem 1955er Chevrolet One-Fifty mit umgebautem, großem Motor (Chevrolet Big-Block 454) und Lufthutze auf der Motorhaube ohne festes Ziel durch die Vereinigten Staaten. Ihr Geld verdienen sie sich vor allem mit Straßenrennen gegen Bewohner der Dörfer, an denen sie gerade entlangfahren – damit kommen sie mehr oder weniger über die Runden. Dieses Mal fahren sie von Kalifornien in Richtung nach Arizona, wo sie eine junge Anhalterin mitnehmen, die sich in ihr Auto geschlichen hat. Der Fahrer verliebt sich in das Mädchen, doch es ist der Mechaniker, der mit ihr die Nacht verbringt, als der Fahrer eines Abends alleine trinken geht. Die zaghaften Versuche des Fahrers, das Mädchen an sich zu binden, bleiben erfolglos.
Die drei begegnen auf ihrer Fahrt mehrmals einem Pontiac GTO, dessen Fahrer (im Film nur G. T. O. genannt) sich fälschlicherweise von ihnen verfolgt fühlt. Nach einem unfreundlichen Aufeinandertreffen an einer Tankstelle fordert sie GTO zu einem Rennen quer durch die USA nach Washington, D.C. heraus, wobei der Gewinner den Wagen des anderen erhalten soll. So geht die Reise Richtung Osten auf der Route 66, vorbei an verlassenen Landschaften, einem brutalen Autounfall, etwas heruntergekommenen Dörfern und ihren kauzigen bis feindseligen Bewohnern. Im Verlauf des Rennens nimmt GTO immer wieder Anhalter mit, denen der offenbar eher einsame Mann mittleren Alters erfundene Lebensgeschichten erzählt, die sich aus seinen Wünschen und kürzlich Erlebtem zusammensetzen. Im Verlaufe des Rennens stellt sich die Unerfahrenheit von GTO heraus. Die anderen beiden fahren nie weit voraus, schwärzen ihn aber bei der Polizei an, als die ihn anhält, schließen Frieden, reparieren ihm später das Auto und sammeln ihn auf, als er betrunken bei dem Versuch, einem anderen Auto das Kennzeichen abzumontieren, einschläft.
Zwischendurch fahren der Fahrer und der Mechaniker Rennen, um ihre Kasse aufzubessern, wobei GTO sich als ihr Manager ausgibt. In Memphis sind die beiden Männer an einem offiziellen Autorennen beteiligt. Das Mädchen fühlt sich nicht genug beachtet von den beiden jungen Männern und fährt kurzerhand mit GTO in dessen Wagen davon. Der macht ihr große Versprechungen von einem gemeinsamen Leben, einem Hausbau in Texas oder Mexiko und schließlich einer Fahrt nach Chicago – doch das Mädchen lehnt ab. Inzwischen sucht der Fahrer nach dem Mädchen und findet sie auch in einem Diner im Tail of the Dragon, doch auch ihn lässt sie mit seinen Plänen stehen. Stattdessen steigt sie auf das Motorrad eines jungen Dinergastes, mit dem sie nur einige Blicke gewechselt hatte, und fährt mit ihm davon.
Das Rennen nach Washington ist endgültig vergessen, es sind andere Dinge, die die rastlosen Protagonisten offenbar beschäftigen. GTO erzählt zwei Soldaten, die er mitnimmt, in seiner großspurigen Art, dass er seinen Wagen in einem Rennen quer durch die USA gegen zwei Männer in einem Chevrolet mit mehreren Stunden Vorsprung gewonnen habe. Er philosophiert, dass das Zusammenbauen eines eigenen funktionstüchtigen Wagens doch etwas Wunderbares, Bleibendes sei. Der Fahrer des 55er Chevy startet unterdessen wieder bei einem Straßenrennen, hier endet der Film abrupt, als ob die Rolle stehen bleibt und der Film durch die Lampenhitze schmilzt.

## Produktionshintergrund
Die Basis für die Entstehung des Films bildete eine autobiografische Kurzgeschichte von Will Corry (1930–1984). Produzent Michael Laughlin kaufte die Filmrechte für 100.000 US-Dollar und involvierte dann den Regisseur Monte Hellman, der vor allem durch seine unkonventionellen, modernen Western sich in den 1960er-Jahren einen Namen gemacht hatte. Nach dem unerwarteten Welterfolg von Easy Rider im Jahr 1969 öffnete sich in Hollywood ein Zeitfenster, in dem Studiobosse – in der Hoffnung, einen zweiten Easy Rider an der Hand zu haben – auch Budgets für experimentell angelegte Filme freigaben.
Will Corry schrieb eine erste Drehbuchfassung, mit der Monte Hellman aber nicht zufrieden war. Er engagierte den jungen Schriftsteller Rudy Wurlitzer für eine Überarbeitung. Wurlitzer konnte allerdings mit Corrys Entwurf nichts anfangen und am Ende blieben von dem ursprünglichen Drehbuch Corrys nicht viel mehr als die Figurennamen.
Die Rolle des Fahrers wurde ursprünglich Bruce Dern angetragen, der sie jedoch ablehnte. Letztlich war von den Darstellern der vier tragenden Rollen  nur Warren Oates bereits ein professioneller Schauspieler. Sowohl Beach-Boys-Schlagzeuger Dennis Wilson als auch der Singer-Songwriter James Taylor spielten hier ihre ersten und einzigen Filmrollen. Die Besetzung der beiden schauspielunerfahrenen Musiker erfolgte dabei über Umwege: Hellman hatte Taylors Gesicht auf einer Werbetafel gesehen, woraufhin er ihn zu Testaufnahmen einlud; und Dennis Wilson wurde erst kurz vor Beginn der Dreharbeiten besetzt, nachdem Hunderte Personen für die Rolle des Mechanikers getestet worden waren. Laut Hellman habe Wilson als jemand, der auch im wirklichen Leben seit Jugendzeiten an Autos herumschraubte, seine Rolle wirklich gelebt. Ebenfalls war der Film das Debüt der Schauspielerin Laurie Bird, die als Anhalterin die einzige große weibliche Rolle des Films verkörpert. Sie spielte nur in zwei anderen Filmen mit, bevor sie sich 1979 das Leben nahm.
Insgesamt wurden drei Fahrzeuge für den 1955er Chevrolet in dem Film benutzt. Einer der Wagen wurde später von Harrison Ford in dem Film American Graffiti gefahren, ein weiteres mit einem Überrollbügel ausgestattetes Modell sollte bei einem Überschlag am Ende des Films zum Einsatz kommen. Diese Szene wurde jedoch nicht gedreht; das Fahrzeug kam dann in der Überschlag-Szene in American Graffiti zum Einsatz. Der Wagen wurde 2014 zum Verkauf angeboten. Um die Zeiten während der Rennen zu bestimmen, nutzte Dennis Wilson während der Dreharbeiten seine eigene Armbanduhr, eine Rolex Daytona.

## Kritiken
„Er sei ein Romantiker im Sinne von Albert Camus, hat Monte Hellman gesagt, 'ich habe Sehnsucht nach dem, was nicht sein kann.' Sein Film 'Asphaltrennen' träumt sich in dieses Land der Freiheit, der Weite und abgehobenen Stille, seine Größe liegt weit vor ähnlichen Werken wie Easy Rider, Vanishing Point, Walter Hills The Driver.“

„Keiner der drei hat ein Ziel, die Bewegung wird zum Selbstzweck, die Dialoge verkümmern zu Monologen, deren einziger Gegenstand die Autos sind. Eine bemerkenswerte Beschreibung existentieller Verlorenheit.“

## Auszeichnungen
Bei seiner Veröffentlichung blieb Asphaltrennen bei Filmpreisen beinahe unbeachtet. Lediglich Warren Oates erhielt in der Kategorie Bester Nebendarsteller jeweils Nominierungen bei den National Society of Film Critic Awards und den New York Film Critics Circle Awards.
2012 wurde Asphaltrennen in das National Film Registry aufgenommen.